# Vladimir Arnold
 (avril 2021).
Si vous disposez d'ouvrages ou d'articles de référence ou si vous connaissez des sites web de qualité traitant du thème abordé ici, merci de compléter l'article en donnant les références utiles à sa vérifiabilité et en les liant à la section « Notes et références ».
Pour les articles homonymes, voir Arnold.
Vladimir Igorevitch Arnold (en russe : Владимир Игоревич Арнольд), né le 12 juin 1937 à Odessa et mort le 3 juin 2010 dans le 12e arrondissement de Paris, est un mathématicien soviétique puis russe.

## Biographie
Il a résolu le treizième problème de Hilbert avec Andreï Kolmogorov dans les années 1950. Arnold et Jürgen K. Moser ont indépendamment donné la première démonstration du théorème des tores invariants, leurs noms sont aujourd'hui attachés à ce théorème qui porte le nom de théorème de Kolmogorov-Arnold-Moser (KAM). Sa thèse sous la direction de Kolmogorov étudie la stabilité du mouvement planétaire. En fait, son théorème sur la stabilité n'est rigoureusement établi par lui-même que dans le cas du problème restreint des trois corps. Par sa célèbre conjecture sur les trajectoires périodiques des systèmes hamiltoniens, il est reconnu comme l'un des fondateurs de la topologie symplectique. Il a ensuite poursuivi ses recherches en théorie des singularités. Il a par exemple été le premier à calculer les groupes de cohomologie du groupe de tresses, mais surtout, il a élaboré une théorie des singularités d'applications legendriennes et lagrangiennes qui généralise celle des enveloppes en géométrie élémentaire. Il classifie les singularités d'applications différentiables, poursuivant ainsi les travaux de René Thom.
Vladimir Arnold a travaillé à l'Institut de mathématiques Steklov à Moscou et à l'université Paris-Dauphine jusqu'à sa retraite. Il est aussi connu pour ses ouvrages didactiques et pour avoir fondé une école mathématique prolifique. Néanmoins ses prises de positions, parfois provocatrices, contre un enseignement trop formaliste des mathématiques, particulièrement au pays de Bourbaki, lui ont valu l'inimitié de quelques collègues français.
Il meurt d'une péritonite à l'hôpital Saint-Antoine de Paris le 3 juin 2010, après avoir subi une intervention chirurgicale.

## Ouvrages
- Leçons sur les équations aux dérivées partielles  (trad. Gérard Tronel), Paris, Cassini, 2016, 181 p. (ISBN 978-2-84225-009-6).
- Equations différentielles ordinaires, Mir Moscou, 1974, 268 p..
- Chapitres supplémentaires de la théorie des équations différentielles ordinaires, Mir Moscou, 1980, 323 p..
- Méthodes mathématiques de la mécanique classique, Mir Moscou, 1976, 470 p..
- Singularités des applications différentiables : Tome I : Classification des points critiques, des caustiques et des fronts d'onde, Mir Moscou, 1986, 334 p..
- Singularités des applications différentiables : Tome II : Monodromie et comportement asymptotiques des intégrales, Mir Moscou, 1986, 384 p..
- (en) Lectures and Problems : A Gift to Young Mathematicians  (trad. du russe par Dmitry Fuchs et Mark Saul), MSRI-AMS, 2015 (lire en ligne).

## Récompenses
Vladimir Arnold reçoit de nombreuses récompenses pour ses recherches dont le prix Lénine en 1965, le prix Crafoord en 1982, le prix Dannie-Heineman de physique mathématique et le prix Wolf de mathématiques en 2001, et le prix Shaw en 2008.
Il ne reçoit pas la médaille Fields en 1974, en raison de l'opposition de l'URSS, même si les détails ne sont pas clairs,,.
Il était membre de l'Académie des sciences de France (associé étranger) depuis le 16 avril 1984, et de l'académie russe des sciences naturelles. Il est également membre de l'Institut universitaire de France de 1995 à 2000. En honneur à ses travaux scientifiques, des astronomes ont baptisé une planète mineure du nom de Vladarnolda.